# Mellon Arena
Mellon Arena, od 1961. – 1999. poznatija kao The Igloo (Iglu) je dvorana u Pittsburghu, Pennsylvania, SAD.
Dom je hokejaškom timu Pittsburgh Penguins iz NHL-a. Ima 16,958 sjedećih mjesta predviđenih za hokejaške utakmice.
Izgradnja ove dvorane počela je 12. ožujka 1957. godine, a otvorena je 19. rujna 1961. U vlasništvu je grada Pittsburgha.
Trenutačno je to najstarija dvorana koju koristi jedna NHL momčad. Prvotno nije bila namijenjena za sportska natjecanja, već za Pittsburgh Civic Light Operu. Penguinsi su počeli igrati svoje utakmice u dvorani od 1967. godine.

## Vanjske poveznice
- Mellon Arena